# Ферари (филм)
Ферари (на английски: Ferrari) е американска биографична драма от 2024 г., режисирана от Майкъл Ман по сценарий на Трой Кенеди Мартин. Филмът разкрива част от професионалния и личен живот на Енцо Ферари по време на лятото на 1957 година. Във филма участват Адам Драйвър, Пенелопе Крус, Шейлийн Удли, Сара Гадон, Габриел Леоне, Джак О'Конъл и Патрик Демпси.
Филмът дебютира на филмовия фестивал във Венеция на 31 август 2023 г. и излиза по кината на 25 декември 2023 г. в Съединените щати.

## Сюжет
През лятото на 1957 година основателят на Ферари – Енцо Ферари (Адам Драйвър) подготвя отбора си за състезанието Миле Миля. То се явява като спасителен пояс за компанията, която изпитва сериозни финансови проблеми. В същото време Енцо е в обтегнати лични и финансови отношения със съпругата си Лаура (Пенелопе Крус), която разбира, че той от много дълго време има любовница на име Лина (Шейлийн Удли), от която има и син.
По време на състезанието се разиграва трагедия, в която загива Алфонсо де Портахо (Габриел Леоне) и 10 зрители.

## Актьорски състав
- Адам Драйвър – Енцо Ферари[8][9]
- Пенелопе Крус – Лаура Ферари[10]
- Шейлийн Удли – Лина Ларди
- Сара Гадон – Линда Кристиан
- Габриел Леоне – Алфонсо де Портахо
- Джак О'Конъл – Питър Колинс
- Патрик Демпси – Пиеро Таруфи
- Мишел Савиола – Карло Чити
- Лино Мусела – Серхио Скаджилети
- Доменико Фортунато – Адолфо Орси
- Джакопо Бруно – Омер Орси
- Ерик Хогън – Едмънд „Гънър“ Нелсън
- Бен Колинс – Стърлинг Мос
- Уаят Карнел – Волфганг фон Трипс
- Андреа Доленте – Джино Раканти
- Джузепе Бонифати – Джакомо Куоги
- Даниела Пиерно – Адалгиза Ферари
- Томасо Басили – Джани Анели
- Бенедето Бенедетини – Алфредо „Дино“ Ферари
  - Габриел Ното – Дино Ферари (на 7 години)
  - Едоардо Бералди – Дино Ферари (на 3 години)
- Джузепе Фестинезе – Пиеро Ларди
- Марино Франчити – Евгенио Кастелоти
- Валентина Бел – Сесилия Манцини
- Джонатан Бруто – Крал Хюсеин от Джордан